# Rúben Amorim
Rúben Filipe Marques Amorim (født 27. januar 1985) er en portugisisk fodboldtræner, og tidligere fodboldspiller, som er træner for Premier League-klubben Manchester United.

## Klubkarriere

### Belenenses
Amorim begyndte sin spillerkarriere hos sin lokalklub Belenenses, hvor han fik sin professionelle debut i december 2003.

### Benfica
Amorim skiftede i april 2008 til Benfica. Han spillede en vigtig rolle for klubben i sine to første sæsoner med klubben, men havde herefter begrænset spilletid, især på grund af skadesproblemer.
I løbet af sin tid i klubben tilbragte han lejeaftaler hos Braga og qatarske Al-Wakrah.

## Landsholdskarriere

### Ungdomslandshold
Amorim har repræsenteret Portugal på flere ungdomsniveauer.

### Seniorlandshold
Amorim debuterede for Portugals landshold den 15. juni 2010. Han var del af Portugals trupper til VM 2010 og 2014.

## Trænerkarriere

### Casa Pio
Amorim begyndte sin trænerkarriere hos Casa Pia, som på tidspunket spillede i den tredjebedste portugisiske række. Han endte dog kun at være træner for klubben i fire kampe, før han blev suspenderet af det portugisiske fodboldforbund for at ikke have den nødvendige licens til at være træner. Denne suspendering blev dog løftet, men han valgte som resultat at stoppe i klubben.

### Braga
Amorim blev i september 2019 hyret som træner for hans tidligere klub Bragas reservehold. Tre måneder senere, så blev han gjort til førsteholdstræner, da Braga fyrede Ricardo Sá Pinto.

### Sporting CP
Efter at have imponeret i bare et halvt år som Braga træner, så blev Amorim hentet af Sporting CP. Efter en relativ anonym debutsæson, hvor Sporting sluttede på fjerdepladsen, så ledte Amorim klubben til at vinde mesterskabet i 2020-21 sæsonen, hvilke var klubbens første mesterskab i 19 år.
I 2021-22 sæsonen sluttede Sporting på andenpladsen. 2022-23 var dog en stor skuffelse, da klubben sluttede på fjerdepladsen. Denne skuffelse blev efterfulgt af, at Sporting i 2023-24 sæsonen vendte tilbage til toppen, og vandt mesterskabet for anden gang i Amorims tid som træner.
Sporting fortsatte den gode form ind i 2024-25 sæsonen, hvor Amorim ledte dem til den bedste sæsonstart i klubbens historie, da de vandt deres første 11 kampe i sæsonen, før at Amorim i november 2024 forlod klubben, da han skiftede til Manchester United.

### Manchester United
Amorim skiftede i november 2024 til Manchester United, efter at klubben havde betalt hans frikøbsklausul.

## Titler

### Som spiller
Benfica
- Primeira Liga: 3 (2009-10, 2013-14, 2014-15)
- Taça de Portugal: 1 (2013-14)
- Taça da Liga: 5 (2008-09, 2009-10, 2010-11, 2013-14, 2014-15)
- Supertaça Cândido de Oliveira: 1 (2014)

Braga
- Taça da Liga: 1 (2012-13)

### Som træner
Braga
- Taça da Liga: 1 (2019-20)

Sporting CP
- Primeira Liga: 2 (2020-21, 2023-24)
- Taça da Liga: 2 (2020-21, 2021-22)
- Supertaça Cândido de Oliveira: 1 (2021)

Individuelle
- Primeira Liga Sæsonens træner: 2 (2021, 2024)